# Lighthouse Reports
Lighthouse Reports est un média d'investigation créé en 2019 par Ludo Hekman (nl) et Klaas van Dijken (nl).
Lighthouse Reports collabore avec des médias internationaux pour mener des investigations collaboratives sur des sujets relatifs au climat, aux migrations, aux conflits et à la corruption.

## Enquêtes
En avril 2022, Lighthouse Reports enquête sur Frontex en partenariat avec Le Monde.
Il publie en septembre 2024 une enquête sur l’ingérence de l’administration Trump en 2020 contre le pacte vert pour l'Europe.